# Gare de Plouigneau
Gare de Plouigneau vasútállomás Franciaországban, Plouigneau településen.

## Vasútvonalak
Az állomást az alábbi vasútvonalak érintik:
- Párizs–Brest-vasútvonal

## Kapcsolódó állomások
A vasútállomáshoz az alábbi állomások vannak a legközelebb:
- Gare de Morlaix (Gare de Brest, Párizs–Brest-vasútvonal)
- Gare de Plounérin (Paris Gare Montparnasse, Párizs–Brest-vasútvonal)